# 拉諾縣 (德克薩斯州)
草原縣（英語：Llano County）是美國德克薩斯州中部的一個縣。面積2,502平方公里。根據美國2000年人口普查，共有人口17,044人。縣治草原（Llano）。
成立於1856年2月1日，縣政府成立於8月4日。縣名由來源於縣內的「拉諾河」。